# Stadio Enrico Nanni
Stadio Enrico Nanni – wielofunkcyjny stadion w Bellarii, we Włoszech. Może pomieścić 2500 widzów. Swoje spotkania rozgrywa na nim drużyna AC Bellaria Igea Marina. Został otwarty w 1968 roku. Nosi imię Enrico Nanniego, piłkarza klubu z Bellarii, tragicznie zmarłego na kilka lat przed otwarciem obiektu. Na obiekcie co roku organizowany jest młodzieżowy turniej piłkarski Torneo Daniele Pecci. W 2011 roku stadion był jedną z aren kobiecych Mistrzostw Europy U-19. Rozegrano na nim trzy spotkania fazy grupowej oraz jeden półfinał.